# Crytea nairobiensis
Crytea nairobiensis là một loài tò vò trong họ Ichneumonidae.